# Seznam cerkva v Sloveniji (V)
|  | Seznam cerkva: A B C Č D E F G H I J K L M N O P R S Š T U V W Z Ž |

- Za Volbenka glej Wolfgang Regensburški
- Za Vstalega Odrešenika oziroma Zveličarja glej Jezus Kristus

## Valburga
| Slika                     | Cerkev   | Naselje  | Župnija  | Škofija |
| ------------------------- | -------- | -------- | -------- | ------- |
| Klikni za spremembo slike | Valburga | Valburga | Smlednik | LJ      |

## Valentin
| Slika                     | Cerkev   | Naselje         | Župnija                 | Škofija |
| ------------------------- | -------- | --------------- | ----------------------- | ------- |
| Klikni za spremembo slike | Valentin | Črni Kal        | Predloka                | KP      |
| Klikni za spremembo slike | Valentin | Dobrina         | Žusem                   | CE      |
| Klikni za spremembo slike | Valentin | Jarčje Brdo     | Javorje nad Škofjo Loko | LJ      |
| Klikni za spremembo slike | Valentin | Limbarska Gora  | Moravče                 | LJ      |
| Klikni za spremembo slike | Valentin | Straža pri Raki | Leskovec pri Krškem     | NM      |

## Venceslav
| Slika                     | Cerkev    | Naselje         | Župnija     | Škofija |
| ------------------------- | --------- | --------------- | ----------- | ------- |
| Klikni za spremembo slike | Venčeslav | Zgornja Ložnica | Sv. Venčesl | MB      |

## Vid
| Slika                     | Cerkev | Naselje               | Župnija               | Škofija |
| ------------------------- | ------ | --------------------- | --------------------- | ------- |
| Klikni za spremembo slike | Vid    | Bizeljsko             | Bizeljsko             | CE      |
| Klikni za spremembo slike | Vid    | Bosljiva Loka         | Osilnica              | NM      |
| Klikni za spremembo slike | Vid    | Čatež ob Savi         | Čatež ob Savi         | NM      |
| Klikni za spremembo slike | Vid    | Črniče                | Črniče                | KP      |
| Klikni za spremembo slike | Vid    | Doblička Gora         | Črnomelj              | NM      |
| Klikni za spremembo slike | Vid    | Dolenje Nekovo        | Kanal                 | KP      |
| Klikni za spremembo slike | Vid    | Dravograd             | Dravograd             | MB      |
| Klikni za spremembo slike | Vid    | Gorenje Mokro Polje   | Šentjernej            | NM      |
| Klikni za spremembo slike | Vid    | Griblje               | Podzemelj             | NM      |
| Klikni za spremembo slike | Vid    | Hrušica               | Hrušica               | KP      |
| Klikni za spremembo slike | Vid    | Hudinja               | Vitanje               | CE      |
| Klikni za spremembo slike | Vid    | Jugorje pri Metliki   | Suhor                 | NM      |
| Klikni za spremembo slike | Vid    | Kompolje              | Dobrepolje - Videm    | LJ      |
| Klikni za spremembo slike | Vid    | Kostanjek             | Zdole                 | CE      |
| Klikni za spremembo slike | Vid    | Laze pri Predgradu    | Stari trg ob Kolpi    | NM      |
| Klikni za spremembo slike | Vid    | Ljubljana             | Ljubljana - Šentvid   | LJ      |
| Klikni za spremembo slike | Vid    | Lučine                | Lučine                | LJ      |
| Klikni za spremembo slike | Vid    | Martinjak             | Cerknica              | LJ      |
| Klikni za spremembo slike | Vid    | Podnanos              | Podnanos              | KP      |
| Klikni za spremembo slike | Vid    | Preserje              | Preserje              | LJ      |
| Klikni za spremembo slike | Vid    | Rakitnica             | Dolenja vas           | LJ      |
| Klikni za spremembo slike | Vid    | Ravni                 | Sv. Duh - Veliki Trn  | NM      |
| Klikni za spremembo slike | Vid    | Spodnje Duplje        | Duplje                | LJ      |
| Klikni za spremembo slike | Vid    | Sveti Vid             | Sv. Vid nad Cerknico  | LJ      |
| Klikni za spremembo slike | Vid    | Sveti Vid             | Vuzenica              | MB      |
| Klikni za spremembo slike | Vid    | Šembije               | Knežak                | KP      |
| Klikni za spremembo slike | Vid    | Šentvid pri Grobelnem | Šentvid pri Grobelnem | CE      |
| Klikni za spremembo slike | Vid    | Šentvid pri Lukovici  | Brdo                  | LJ      |
| Klikni za spremembo slike | Vid    | Šentvid pri Planini   | Sv. Vid pri Planini   | CE      |
| Klikni za spremembo slike | Vid    | Šentvid pri Stični    | Šentvid pri Stični    | LJ      |
| Klikni za spremembo slike | Vid    | Šentvid pri Zavodnju  | Zavodnje              | CE      |
| Klikni za spremembo slike | Vid    | Šentviška Gora        | Šentviška Gora        | KP      |
| Klikni za spremembo slike | Vid    | Uršna sela            | Novo mesto - Šmihel   | NM      |
| Klikni za spremembo slike | Vid    | Vedrijan              | Biljana               | KP      |
| Klikni za spremembo slike | Vid    | Videm pri Ptuju       | Sv. Vid pri Ptuju     | MB      |
| Klikni za spremembo slike | Vid    | Vidovica              | Sv. Ema               | CE      |
| Klikni za spremembo slike | Vid    | Visoko                | Šenčur                | LJ      |
| Klikni za spremembo slike | Vid    | Vojščica              | Kostanjevica na Krasu | KP      |
| Klikni za spremembo slike | Vid    | Završe                | Sv. Vid nad Valdekom  | MB      |
| Klikni za spremembo slike | Vid    | Želimlje              | Želimlje              | LJ      |

## Vincencij iz Zaragoze
| Slika                     | Cerkev    | Naselje       | Župnija            | Škofija |
| ------------------------- | --------- | ------------- | ------------------ | ------- |
| Klikni za spremembo slike | Vincencij | Bloška Polica | Stari trg pri Ložu | LJ      |

## Vsi svetniki
| Slika                     | Cerkev       | Naselje           | Župnija              | Škofija |
| ------------------------- | ------------ | ----------------- | -------------------- | ------- |
| Klikni za spremembo slike | Vsi svetniki | Livold            | Kočevje              | NM      |
| Klikni za spremembo slike | Vsi sveti    | Ljubljana         | Ljubljana - Sv. Križ | LJ      |
| Klikni za spremembo slike | Vsi svetniki | Poklek nad Blanco | Brestanica           | CE      |
| Klikni za spremembo slike | Vsi svetniki | Pusti Gradec      | Dragatuš             | NM      |
| Klikni za spremembo slike | Vsi svetniki | Svetinje          | Svetinje             | MB      |